# Archelaüs (vader van Archelaüs van Cappadocië)
Archelaüs of Archelaos (Oudgrieks: Ἀρχέλαος; Archélaos) was een zoon van hogepriester Archelaüs.
Hij volgde zijn vader als opperpriester van Comana op, doch werd door Caesar in 47 v.Chr. afgezet.
Zijn zoon zou als Archelaüs van Cappadocië door Marcus Antonius worden aangesteld tot koning van Cappadocië. Zijn andere zoon heette Sisines.

## Referentie
- art. Archelāus (6), in J.G. Schlimmer - Z.C. De Boer, Woordenboek der Grieksche en Romeinsche Oudheid, Haarlem, 19203, p. 77.